# Еластичні волокна

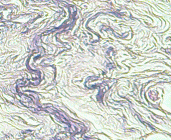
Еластичні волокна в молочній залозі, фарбування резорцин-фуксином за Вайгертом. Еластичні волокна забарвленні синьо-фіолетовим кольором.

Еластичні волокна — складова частина екстрацелюлярного матриксу. Тип волокон, що надають тканинам еластичних властивостей.

## Будова
Еластичні волокна складаються з полімеру еластину і з еластичних мікрофібрил, які утворен із з фібриліну та інших білків (напр. фібулін-5).  Фібулін-5 сприяє сполученню еластичних волокон в міжклітинній речовині з оточуючими клітинами через зв'язок з інтегринами. Еластин відповідальний за пружність еластичних волокон, завдяки йому вони й отримали свою назву. Окремі еластичні мономери зв’язані ковалентними зв’язками з 4-гліцин боковими ланцюгами. І утворюють Random Coil-структури, які грають велику роль для еластичності еластичних волокон.

## Властивості і функція
Еластичні волокна володіють гумоподібними властивостями. Наразі з пружністю вони надають тканинам мобільності. 
Вони можуть збільшувати свою довжину в 1,5 рази, а при розслабленні знову приймати свою вихідну довжину. Міцність на розрив у еластичних волокон становить приблизно 300 Н/см². Опір збільшується зі збільшенням розтягнення.
Якщо в тканині міститься велика кількість еластичних волокон, то вони набувають жовтого забарвлення. Типовим прикладом такої тканини є жовта зв’язка (ligamentum flavum), що зв'язує хребці.
Пружність еластичних волокон зменшується з віком. Найбільшою пружністю вони володіють при нормальній температурі тіла. При температурі менше 20°C еластичні волокна кристалізуються в склоподібні структури та стають крихкими.
Еластичні волокна утворюють трьохвимірну сітку і мають діаметр приблизно від 0,2 до 5 мкм.

## Присутність в тканинах
Еластичні волокна присутні у багатьох тканинах. Найбільше їх там де еластичні властивості відіграють важливе значення для функціонування органу чи тканини. У великій кількості еластичні волокна містяться в шкірі, еластичному хрящі, судинній стінці, тканинах легень і у голосових зв’язках. Еластичні волокна утворюються ембріональними чи ювенільними фібробластами і гладкими міоцитами.

## Гістологія
У гістології еластичні волокна видно тільки при спеціальних методах фарбування. До них належать забарвлення орсеїном, фуксиліном (резорцин-фуксином) за Вейгертом, альдегід-фуксином.